# عربات نقل مبردة

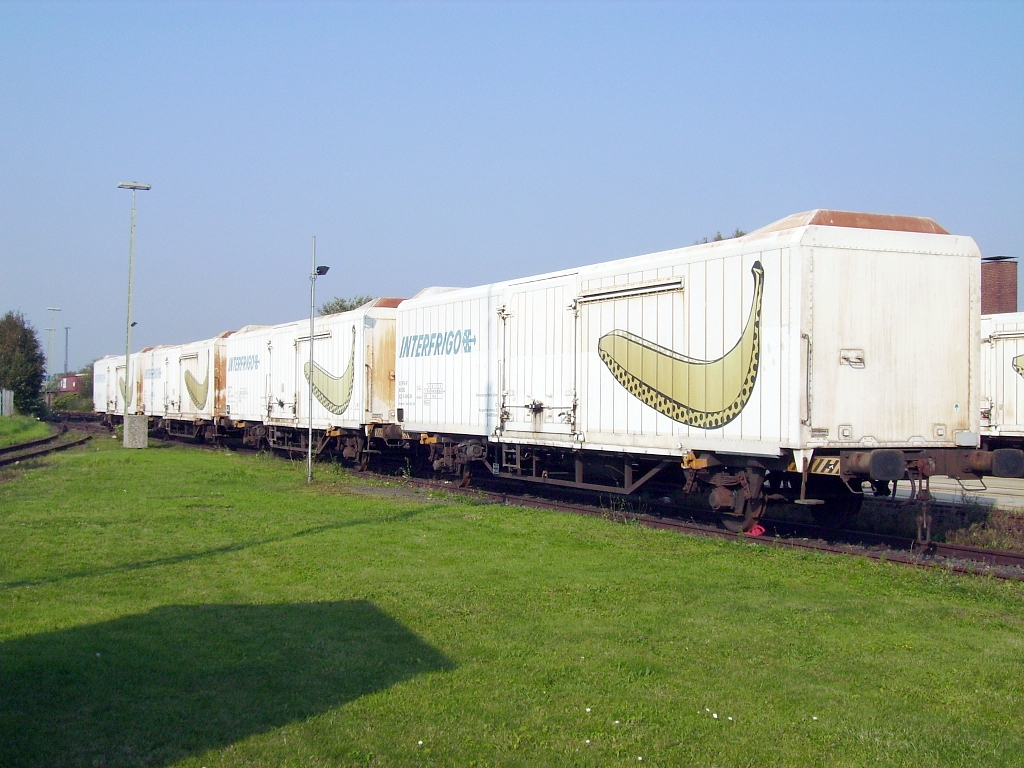
شاحنة تبريد لنقل الموز

عربات النقل المُبردة أو شاحنات التبريد هي عبارة عن شاحنات للبضائع مزودة بأجهزة للتبريد. اليوم يتم تصميم هذه الشاحنات بواسطة الإتحاد الدولي للسكك الحديدية.

## التاريخ
تم تبريد أول عربة نقل مُبردة باستخدام الجليد الذي كان يُقطع في الشتاء من البرك أو حمامات السباحة. كان جوستافس سويفت أول من نجح في تطوير نظام تبريد يعمل بكفاءة في عربات السكك الحديدية لصالح شيكاغو للأعمال وإنتاج اللحوم وذلك في شتاء 1877. يعمل هذا النظام عن طريق تدوير الهواء خلال الثلج ثم تدويره بداخل العربة وذلك لضمان تبريدها بالكامل. كان هذا النظام البادئة لنجاح اتحاد حظائر الماشية والمسالخ في شيكاغو. وبفضل شاحنات التبريد أصبح ولأول مرة من الممكن نقل الحيوانات المذبوحة إلى كافة أنحاء الولايات المتحدة الأمريكية. بعد ذلك تم استخدام الثلج المُصنع في عملية التبريد وسرعان ما فتح ذلك أبواباً لإستخدام وسائل أخرى للتبريد؛ وكانت أسهل طريقة هي استبدال الثلج العادي بالثلج الجاف. بزيادة دقة محركات الإحتراق، ظهرت شاحانات التبريد التي تعمل بمحرك كما يستخدم تبخير الغاز السائل كنظام تبريد في هذه الشاحنات.

## الإنشاء
مقارنة بالشاحنات التي تعمل بمحرك للتبريد، ظهرت عيوب في الشاحنات التي يُستخدم فيها الثلج للتبريد حيث أن عملية توزيع الحرارة داخل الشاحنة غير متساوية وذلك لأن نظام التبريد هذا يعتمد فقط على تدوير الهواء البارد داخل العربة. من ناحية أخرى فإن الشاحنات ذات المحرك للتبريد تعتبر باهظة الثمن لكن يمكن ضبط درجة الحرارة بداخلها والمحافظة عليها ثابتة طوال عملية النقل. كما أنها مناسبة لنقل البضائع التي تحتاج عملية تبريد عميق يصل إلى - 30 درجة سيليزيوس (- 22 درجة فهرنهايت)، بينما شاحنات التبريد بالثلج والتي تستخدم تبخير الغاز السائل في التبريد تعتبر مناسبة للمحافظة على درجة الحرارة 0 درجة سيليزيوس (32 درجة فهرنهايت). وتعتبر درجة الحرارة 14.4 درجة سيليزيوس (57.9 درجة فهرنهايت) مثالية في شاحنات نقل الموز والتي تعمل باستخدام أجهزة تبخير الغاز للتبريد. بالإضافة إلى شاحنات التبريد يوجد أيضا الشاحنات المُغطاه والتي تعمل بالعزل الحراري، وفي بعض الحالات يتم تجهيزها بأجهزة للتبريد. هذه الشاحنات يمكنها العمل فقط في درجة حرارة من 0 إلى 20 درجة سيليزيوس (من 32 إلى 68 درجة فهرنهايت)، ويفضل استخدام نظام داخلي لتثبيت درجة حرارة.
في آسيا، تقوم سكك الحديد في الصين وكازاخستان بتجربة شاحنات التبريد لنقل السلع الإلكترونية الحساسة التي يتم تصنيعها في الصين إلي الأسواق الأوروبية.
يتم نقل هذه السلع في عربات القطارات المزودة بنظام تحكم في المُناخ من المصانع داخل الصين إالي ألماتي، كازاخستان ومنها إلي أوروبا جوا. ولقد جعل استخدام هذه العربات الأمر ممكناً لنقل هذا السلع بالقطار حتي في فصل الشتاء والذي كان يعتبر أمرأً مستحيلاً من قبل.

## الاستخدام
يتم استخدام قطارات التبريد في الرحلات الطويلة في دول شرق أوروبا والتي تتكون من شاحنة لتبريد النباتات، شاحنة للحراسة والعديد من شاحنات التبريد.
يتم نقل معظم السلع الغذائية برا هذه الأيام وذلك لقِصر وقت الرحلة. ونتيجة لذلك تقلص عدد شاحنات التبريد التابعة لشركات السكك الحديدية. معظم شاحنات التبريد في أوروبا الآن تعمل عن طريق إنترفريجو. ويمكن التمييز بين هذه الشاحنات من الشكل الخارجي فالشاحنات البيضاء هي شاحنات التبريد العادية أما الزرقاء ذات الخطوط البيضاء علي الجانب فهي شاحنات التبريد الخاصة بتبريد الآلآت.

## الأنواع
تقريباً جميع شاحنات التبريد حالياً يتم تصنيعها طبقاً لمعايير الاتحاد الدولي للسكك الحديدية.